# Ивановские дворики (Серпухов)
Ивановские дворики — крупный и самый молодой микрорайон, расположенный на северной окраине Серпухова (Московская область).

## История
Застройка микрорайона многоэтажными домами началась в конце 1980-х годов. Пик строительства пришёлся на конец нулевых годов, когда возведением домов занималась компания СУ-155. 1 марта 2008 года в микрорайоне был открыт первый в городе крупным торгово-развлекательный центр с четырёхзальным кинотеатром и фудкортом «Б-Класс». Это трёхэтажное здание, площадь торговых площадей которого составляет 18 тыс. кв. м. В 2014 году был открыт второй корпус ТРЦ, в которым был расположен аквапарк и ледовая арена.
В 2012 году в микрорайоне открылся первый в Серпухове продуктовый гипермаркет «Реал». В 2013 году он закрылся и на его месте был открыт гипермаркет Метро.
В 2024 году в микрорайоне открыли многопрофильную поликлинику, а также планируют открытие бассейна. 
В настоящее время в микрорайоне ведётся строительство нескольких многоэтажных домов.

## Описание
Население микрорайона составляет 28 000 человек.
Образовательные учреждения в микрорайоне представлены:
- МБОУ «Лицей «Серпухов» (1997 год постройки)

- МБОУ СОШ №18 (2019 год постройки[11])

- МБОУ СОШ №19 (2021 год постройки[12])

- Детский сад № 51 «Центр детства» (1993)

- Детский сад № 9 «Семицветик» (2013)

Также в микрорайоне есть 2 корпуса ТРЦ Б-Класс, гипермаркет Метро, медицинский центр, ряд супермаркетов и других коммерческих объектов.
Большинство домов — многоэтажные типовые здания серии И-155 и другие жилые дома по 9—17 этажей.